# Молнія (футбольний клуб)
«Молнія» — український футбольний клуб з міста Сєвєродонецька Луганської області. Заснований 2000 року. У 2004 році об'єднався з командою «Авангард-Інтер» з Ровеньок, у другому колі чемпіонату України 2003—2004 років замінив останню в другій лізі (виступаючи під назвою «Авангард-Інтер»).
«Молнія» також виступала в другій лізі чемпіонату України в сезоні 2004—2005 років. На початку наступного сезону (4 серпня 2005 року) команда відмовилась від участі чемпіонаті та кубку через недостатнє фінансування.

## Виступи в чемпіонаті України
| Рік     | Турнір              | Місце | І  | В  | Н | П | РМ    | О  |
| ------- | ------------------- | ----- | -- | -- | - | - | ----- | -- |
| 2004/05 | Друга ліга, група В | 4     | 28 | 18 | 4 | 6 | 47‑29 | 58 |

## Відомі тренери
- Юрій Погребняк